# Eye of the Beholder III: Assault on Myth Drannor
Eye of the Beholder III: Assault on Myth Drannor este un joc video de rol din 1993, bazat pe sistemul de joc de rol Dungeons & Dragons. Este continuarea jocurilor Eye of the Beholder din 1990 și Eye of the Beholder II: The Legend of Darkmoon din 1991. Este considerat cel mai rău din trilogie.

## Prezentare
După ce l-au învins pe Dran Draggore, eroii se odihnesc într-o tavernă, spunându-le localnicilor despre succesele lor asupra lui Dran și despre cum au salvat orașul Waterdeep. Dintr-o dată, un bărbat misterios intră în tavernă și le cere eroilor să salveze legendarul orașul în ruine, Myth Drannor, care este condus de un Lich pe nume Acwellan. Bărbatul le spune apoi că pentru a face acest lucru, eroii trebuie să ia un artefact antic cunoscut sub numele de Codex de la Lich. După ce eroii acceptă misiunea, bărbatul misterios îi teleportează pe eroi chiar lângă Myth Drannor.
Zonele explorabile includ pădurea din jurul orașului, mausoleul și, în final, ruinele orașului, inclusiv o breaslă de magi și un templu.
După terminarea misiunii, eroii află că acel om misterios este de fapt unul dintre zeii răi care a vrut să captureze Myth Drannor, prin distrugerea lui Acwellan prin intermediul altora, deoarece nu ar reuși singur. Eroii îl distrug pe Zeul Întunecat, restaurând puterea lui Latander, zeul răsăritului și renașterii, asupra orașului Myth Drannor.

## Gameplay
În ciuda utilizării unei versiuni actualizate a motorului, a selecției  interesante și adesea unice de NPC-uri și a modificărilor de joc binevenite, cum ar fi un buton All Attack și abilitatea de a folosi alte arme, nu a fost bine primit.

## Dezvoltare
Eye of the Beholder III: Assault on Myth Drannor nu a fost dezvoltat de Westwood⁠(d), dezvoltatorul Eye of the Beholder și The Legend of Darkmoon, ci de către editorul SSI. Westwood a fost achiziționat de Virgin Interactive⁠(d) în 1992 și au creat în schimb seria Lands of Lore⁠(d).
Jocul folosește motorul AESOP care a fost folosit ulterior în Dungeon Hack din 1993. Ambele jocuri au aceleași imagini sprite pentru inamici, grafică și efecte sonore.

## Recepție
SSI a vândut 50.664 de unități. În general, seria Eye of the Beholder, inclusiv cei doi predecesori ai jocului, a atins vânzări globale combinate de peste 350.000 de unități până în 1996. GameSpy⁠(d) a considerat că „ Eye of the Beholder III a fost un exemplu clasic de companie care a produs o continuare rapidă a unui joc bun și pur și simplu nu i-a oferit dragostea și grija pe care o merită cu adevărat”. Scorpia de la revista Computer Gaming World a scris că, deoarece jocul „este încheierea seriei EoB, ne-am aștepta să fie spectaculos. Din păcate, din mai multe motive, nu este cazul”. Ea a declarat că grafica a fost inferioară jocurilor anterioare, că „auditiv, jocul este un coșmar” și că „marea luptă de la final este o dezamăgire”. Scorpia a concluzionat că „ Asalt on Myth Drannor este o dezamăgire... pur și simplu nu se compara cu cele două jocuri anterioare. Ceea ce a început ca un serial foarte promițător s-a încheiat, din păcate, într-o notă mediocră”. Mai târziu, ea a numit jocul „înspăimântător” cu o „dezamăgire” pe final și „[recomandat] doar jucătorului înrăit al seriei EoB. (Notă: Westwood nu a avut nimic de-a face cu acesta.)"

## Recenzii
- ASM (Aktueller Software Markt) - iunie 1993
- PC Player (Germania) - iulie 1993[8]
- PC Games⁠(d) - iunie 1993
- PC Format⁠(d) - decembrie 1994